# 日吉館
日吉館（ひよしかん）は、かつて奈良県奈良市登大路町に存在した旅館。1914年創業。休業期間をはさんで1995年まで約80年間営業し、その間奈良を訪れる学者や文化人らに愛用された。また、廃業まで半世紀以上経営に当たった田村キヨノは「名物女将」として知られ、テレビドラマのモデルにもなった。

## 歴史
日吉館はキヨノの義父に当たる田村松太郎によって創業された。松太郎が使用人として勤めていた富豪から、その勤勉さを賞する形で借家を与えられて旅館業を始めたという。松太郎の息子・寅造はすぐ近くにある奈良帝室博物館（現・奈良国立博物館）に勤務し、1930年にキヨノと結婚する。その3年後に松太郎とその妻が他界し、それ以後はキヨノが日吉館を一人で切り盛りすることとなった。
この間、1921年に初めて泊まった会津八一を筆頭に、奈良の古寺や古仏を訪ねる文化人や学生が多く利用するようになった。会津は1930年に日吉館の看板を揮毫し、その後も長く常連客として深いつながりを持った。1970年には敷地内に会津の歌碑が建立された。
キヨノの独特なもてなしも常連客を生む理由であった。戦後は1980年代になっても1泊2食付き2000円という破格の宿泊料で、夕食は常にふんだんに肉や野菜を入れたすき焼きであった。また向学心・探求心を持つ宿泊客を好み、朝になっても起きてこない客に「奈良には勉強するために来たんでしょう」と言って布団を片付けたという逸話も残されている。画家の平山郁夫も学生時代の1949年から利用したが、朝寝をしていると「しっかり勉強してきなさい」と叱責されたという。長逗留していた小説家の氷室冴子によると、スキヤキと水炊きが一日置きに出され、畳の間から雑草が生えていた、風呂場の引き戸には「実力でお入りください」と札が掲げられていた、と述懐している。
一方、就寝は相部屋で雑魚寝、浴室は1箇所で男女交替制、暖房は丸火鉢かこたつという環境で、宿泊施設自体ではなく、キヨノの人柄や同じように古美術や古寺に関心を持つ宿泊客相互の交流によって支持を集めた。
1972年10月から半年間、日吉館とキヨノをモデルとしたテレビドラマ『あおによし』がNHK大阪放送局制作で放映された（出演：音無美紀子・ミヤコ蝶々他）。この頃になると紹介者がなければ原則として宿泊は受け付けないと言われていたが、実際には飛び込みで入った客でもキヨノが来訪目的などを聞いて許可すれば泊まることができた。
1974年1月6日、田村寅造が死去。74歳。博物館勤務時代は美術品の調査研究のほか、仏像の梱包の第一人者として知られていた。旅館は前述のようにキヨノが切り盛りしていたが、死去の際には「日吉館の主人」として報じられている。
1982年、キヨノは高齢を理由に同年大晦日をもっていったん廃業することを決定し、マスコミにも報じられた。この報道をきっかけにこれまでの宿泊者がボランティアで支援する形で営業を再開した。ただし、この再開後は会員制となった。しかし、1995年にキヨノの体調悪化のため、完全に廃業した。キヨノは3年後の1998年に88歳で亡くなった。
廃業後も日吉館の建物は元の場所に残され、再活用の検討もなされていたが、老朽化を理由に2009年に取り壊された。
2014年に早稲田大学会津八一記念博物館で、「奈良・日吉館と会津八一」と題した特別展およびシンポジウム（「奈良・日吉館をめぐる文化人－會津八一を中心に－」）が開催された。